# Idaea pallidaria
Idaea pallidaria är en fjärilsart som beskrevs av Fuchs 1904. Idaea pallidaria ingår i släktet Idaea och familjen mätare. Inga underarter finns listade i Catalogue of Life.